# ذره در جعبه

برخی از پاسخ‌های از یک ذره در یک جعبه با توجه به قوانین نیوتن از مکانیک کلاسیک (A) و با توجه به معادله شرودینگر از مکانیک کوانتومی (B-F). در B-F محور افقی است و محور عمودی است که بخش واقعی (آبی) و موهومی (قرمز) از تابع موج است. وضعیت‌های B,C,D ویژه‌حالت‌های انرژی هستند اما E,F نه.

در مکانیک کوانتوم، مدل ذره در یک جعبه (همچنین به عنوان چاه پتانسیل بی‌پایان شناخته می‌شود) به توصیف یک ذره به حرکت در یک فضای کوچک احاطه شده توسط موانع غیرقابل نفوذ می‌پردازد. این مدل عمدتاً به عنوان یک مثال فرضی برای نشان دادن تفاوت بین سیستم‌های کلاسیک و کوانتومی استفاده می‌شود. در سیستم‌های برای مثال یک توپ به دام افتاده در داخل یک جعبه بزرگ ذره می‌تواند در هر سرعتی در درون جعبه حرکت کند و احتمال پیدا کردنش در هر نقطه برابر است. اما زمانی که چاه بسیار باریک (در مقیاس چند نانومتر) می‌شود، و اثرات کوانتومی مهم می‌شوند. ذره ممکن است تنها تعدادی سطح انرژی مثبت اشغال کند. به همین ترتیب نمی‌تواند هرگز انرژی صفر داشته باشد که به این معنی است که ذره هرگز نمی‌تواند «بنشیند». علاوه بر این، احتمال یافتن ذره نامساوی توزیع می‌شود که این توزیع احتمال بسته به انرژی ذره دارد. ذره ممکن است در موقعیت‌های خاص اصلاً پیدا نشود که به عنوان گره فضایی شناخته می‌شود
ذره در یک جعبه مدل یکی از معدود مسئله‌های مکانیک کوانتومی است که پاسخ تحلیل دارد. به خاطر سادگیش، این مدل اجازه می‌دهد تا اثرات کوانتومی بدون نیاز به ریاضی پیچیده درک شود. آن را به عنوان بیان ساده چگونگی کوانتش (گسستگی) در انرژی (تراز انرژی) می‌شناسند که در سیستم‌های کوانتومی پیچیده‌تر مانند اتم‌ها و مولکول‌ها مهم است. این یکی از اولین مسائل مکانیک کوانتومی که در مقطع کارشناسی فیزیک تدریس می‌شود و معمولاً به عنوان یک تقریب از سیستم‌های پیچیده‌تر کوانتومی نیز استفاده می‌شود.

## پاسخ مسئله به شکل تک‌بعدی

موانع خارج یک جعبه تک‌بعدی باید بی‌نهایت بزرگ باشند در حالی که داخل جعبه پتانسیل صفر است.

ساده‌ترین شکل از مسئله ذره در یک جعبه مدل تک بعدی آن است. در اینجا ذرات ممکن است تنها حرکت به عقب و جلو در امتداد یک خط مستقیم با موانع غیرقابل نفوذ در انتهای جعبه داشته باشند.
دیواره‌های یک بعدی جعبه به عنوان مناطق فضا با یک انرژی پتانسیل بی‌نهایت بزرگ شناخته می‌شوند. برعکس داخل جعبه انرژی پتانسیل ثابت و برابر صفر است. این بدان معنی است که نیرویی بر ذره در داخل جعبه وجود ندارد و می‌تواند در آن منطقه آزادانه حرکت کند. مدل انرژی پتانسیل به شکل زیر بیان می‌شود:
{\displaystyle V(x)={\begin{cases}0,&x_{c}-{\tfrac {L}{2}}<x<x_{c}+{\tfrac {L}{2}},\\\infty ,&{\text{otherwise,}}\end{cases}},}
که در آن L طول جعبه، xc است محل مرکز جعبه و x موقعیت ذرات در داخل جعبه است. موارد ساده شامل جعبه در مرکز (xc = ۰ ) و جعبه منتقل شده‌است (xc = L/2 ).

### تابع موج موقعیت
در مکانیک کوانتم تابع موج، بنیادی‌ترین توصیف ذره است و بقیه اطلاعات ذره شامل موقعیت، تکانه و انرژی از تابع موج آن می‌تواند به دست آید.
تابع موج ذره {\displaystyle \psi (x,t)} با حل معادله شرودینگر برای سیستم بدست می‌آید:
{\displaystyle i\hbar {\frac {\partial }{\partial t}}\psi (x,t)=-{\frac {\hbar ^{2}}{2m}}{\frac {\partial ^{2}}{\partial x^{2}}}\psi (x,t)+V(x)\psi (x,t),}
که در آن {\displaystyle \hbar } ثابت کاهیده پلانک، {\displaystyle m}، جرم ذره، {\displaystyle i} یکه موهومی و {\displaystyle t} زمان است.
درون جعبه نیروی بر ذره اعمال نمی‌شود و بنابرین با آن می‌توان به شکل یک ذره آزاد برخورد کرد:

| {\displaystyle \psi (x,t)=[A\sin(kx)+B\cos(kx)]\mathrm {e} ^{-i\omega t},} | \| \| \| \| \| \| \| \| | (1) |
|                                                                            |                         |     |
|                                                                            |                         |     |
 که {\displaystyle A} و {\displaystyle B} اعداد مختلط دلخواه هستند. فرکانس تناوب ذره در فضا و زمان به ترتیب با عدد موج {\displaystyle k} و بسامد زاویه‌ای {\displaystyle \omega } مشخص می‌شوند. هردوی آن به انرژی ذره وابسته هستند
{\displaystyle E=\hbar \omega ={\frac {\hbar ^{2}k^{2}}{2m}},}
که به رابطه پاشش برای ذره آزاد مشهور است.

چهار تابع موج اول ذره

اندازه (یا دامنه) یک تابع موج در موقعیت خاص به احتمال یافتن ذره در آن موقعیت با رابطه {\displaystyle P(x,t)=|\psi (x,t)|^{2}}  مرتبط است. برای همین تابع موج در خارج جعبه برابر صفر باشد تابع موج نمی‌تواند در نقاط بپرد (چون پیوستگی و مشتق‌پذیری را از دست می‌دهد). این شرایط فقط با این پاسخ از تابع موج ارضا می‌شود:
{\displaystyle \psi _{n}(x,t)={\begin{cases}A\sin \left(k_{n}\left(x-x_{c}+{\tfrac {L}{2}}\right)\right)\mathrm {e} ^{-i\omega _{n}t},&x_{c}-{\tfrac {L}{2}}<x<x_{c}+{\tfrac {L}{2}},\\0,&{\text{otherwise,}}\end{cases}}}
که
{\displaystyle k_{n}={\frac {n\pi }{L}}},
و
{\displaystyle E_{n}=\hbar \omega _{n}={\frac {n^{2}\pi ^{2}\hbar ^{2}}{2mL^{2}}}},
که در آن n یک عدد صحیح مثبت است (۱٬۲,۳٬۴...). برای یک جعبه منتقل شده (xc = L/2), پاسخ ساده‌است. ساده‌ترین جواب، {\displaystyle k_{n}=0} یا {\displaystyle A=0} به پاسخ بدیهی معادله موج می‌رسد: {\displaystyle \psi (x)=0}, که بدین معنی است که ذره در سیستم وجود ندارد. مقادیر منفی {\displaystyle n} در نظر گرفته نمی‌شوند چون پاسخ آن با مقادیر مثبت {\displaystyle n} یکی است به جز علامت معادله که از نظر فیزیکی اهمیتی ندارد.این نشان می‌دهد که فقط مقادیر مثتب و گسسته k برای ذره مجاز هستند.
برای بدست آوردن ثابت {\displaystyle A} می‌توان از بهنجهارش تابع موجاستفاده کرد چرا که انتگرال احتمال یافتن ذره در کل جعبه برابر با یک است
{\displaystyle \left|A\right|={\sqrt {\frac {2}{L}}}.}
بنابرین، A می‌تواند هر عدد مختلط با قدر مطلق √(2/L) باشد؛ هر دو پاسخ A به یک نتیجه فیزیکی منجر می‌شوند برای همین و به خاطر سادگی فقط، A = √(2/L) استفاده می‌شود.

## کتابشناسی
- Bransden, B. H.; Joachain, C. J. (2000). Quantum mechanics (2nd ed.). Essex: Pearson Education. ISBN 0-582-35691-1.
- Davies, John H. (2006). The Physics of Low-Dimensional Semiconductors: An Introduction (6th reprint ed.). Cambridge University Press. ISBN 0-521-48491-X.
- Griffiths, David J. (2004). Introduction to Quantum Mechanics (2nd ed.). Prentice Hall. ISBN 0-13-111892-7.